# خنفساء جالوت
خنفساء جالوت أو جُلْيَات حشرة من أكبر الخنافس على الأرض، سيما، إذا قيست من حيث الطول، والحجم، والوزن، وتصنف دون عائلة cetoniinae من ضمن عائلة الجعليات وهي تتواجد، في العديد من مناطق الغابات الاستوائية الإفريقية، وتتغذى بشكل أساسي، على نسغ الأشجار، والفواكه، يعرف القليل، عن دورة حياتها كيرقة، في البرية، لكنها، في الأسر، نمت بنجاح، وذلك بفضل، طعام غني بنوع من البروتين، يشبه ذلك المتواجد، في طعام الكلاب والقطط، الذي يباع في الأسواق. يبلغ طول خنفساء جالوت، من 60-110مم للذكور، و50-80مم للإناث، ووزنها، كحشرة بالغة، ممكن أن يصل من80-100جرام, وهذا الوزن يعادل تفاحة.